# Meteorski potok
Meteorski potok je nebeska pojava pri kojoj se veliki broj meteora može vidjeti u kratkom vremenskom periodu - tipično nekoliko sati do par dana. Ovi su meteori zapravo svemirske krhotine koje velikim brzinama udaraju u Zemljinu atmosferu, pri čemu se na nebu, na putanji meteora, pojavljuju svijetle trake. Većina je fragmenata manja od zrna pijeska, pa ih jako mali broj dospije do tla. Fragmenti koji su dovoljno veliki da prežive pad nazivaju se meteoritima.
Meteorski su potoci vrlo rijetka pojava. Pojam meteorske kiše (pljuska) neki poistovjećuju s pojmom meteorskog potoka, što je pogrešno. Za razliku od kiše, gdje u minuti stotine čestica ulazi u Zemljinu atmosferu, kod potoka se mnogo rjeđe čestice sudaraju te se tako kod potoka ima samo jedno izgaranje u minuti.

## Uzroci
Kako se približavanjem kometa Suncu povećava temperatura na njegovoj površini, led se počinje topiti i topljenjem leda komet se počinje raspadati te se tom vrtnjom oko Sunca kometi mrve te stvaraju meteoridski oblak kojeg čine trag prašine i komadića stijena, a položaj mu bude gdje je bila glava kometa.
Ako se kometova orbita presiječe sa Zemljinom i na Zemljinoj stazi ostavi prašine, Zemlja će svake godine ulijetati u taj oblak prašine. Zbog trenja zraka u atmosferi, čestice prašine se zapale i u atmosferi nakratko ostave sjajan trag - nastaje meteor. Visina na kojoj nastaju ti tragovi izgaranja je oko 40-80 km. Brzina kojom udaraju je oko 62 km/s (Perzeidi), te je velika rijetkost da meteor dođe do tla.
Kako vrijeme teče, tako se meteoroidski oblak djelovanjem inercije i gravitacije raspršuje po kometovoj stazi. Tako nastaje meteoridsko vlakno. Budući da gravitacijski utjecaj planeta i Sunčevo zračenje djeluje na nj, to se vlakno razvlači te nastaje meteoroidski potok.

## Poznati meteorski potoci
Perzeidi ili Suze svetog Lovre ponekad se ponašaju kao meteorski potok. Vidljivi su u noći s 12. na 13. kolovoza. 

## Poveznice
- meteorski pljusak
- meteoridsko vlakno
- meteor
- asteroid
- komet
- popis meteorskih pljuskova

## Vanjke poveznice
- Hrvatski astronomski savez Meteorski potok Perzeidi 2011.